# 9977 Kentakunimoto
A 9977 Kentakunimoto (ideiglenes jelöléssel (9977) 1994 AH) a Naprendszer kisbolygóövében található aszteroida. Kobajasi Takao fedezte fel 1994. január 2-án.